# 斯科特·埃夫兰德
斯科特·L·埃夫兰德（英語：Scott L. Efflandt），美国陆军少将，历任第1骑兵师第1旅旅长、第1步兵师副师长、陆军参谋与指挥学院副校长、第三军副军长、胡德堡司令官等职。原计划将于2020年9月接任第1装甲师师长，然因瓦内萨·吉伦失踪案去职。

## 简介

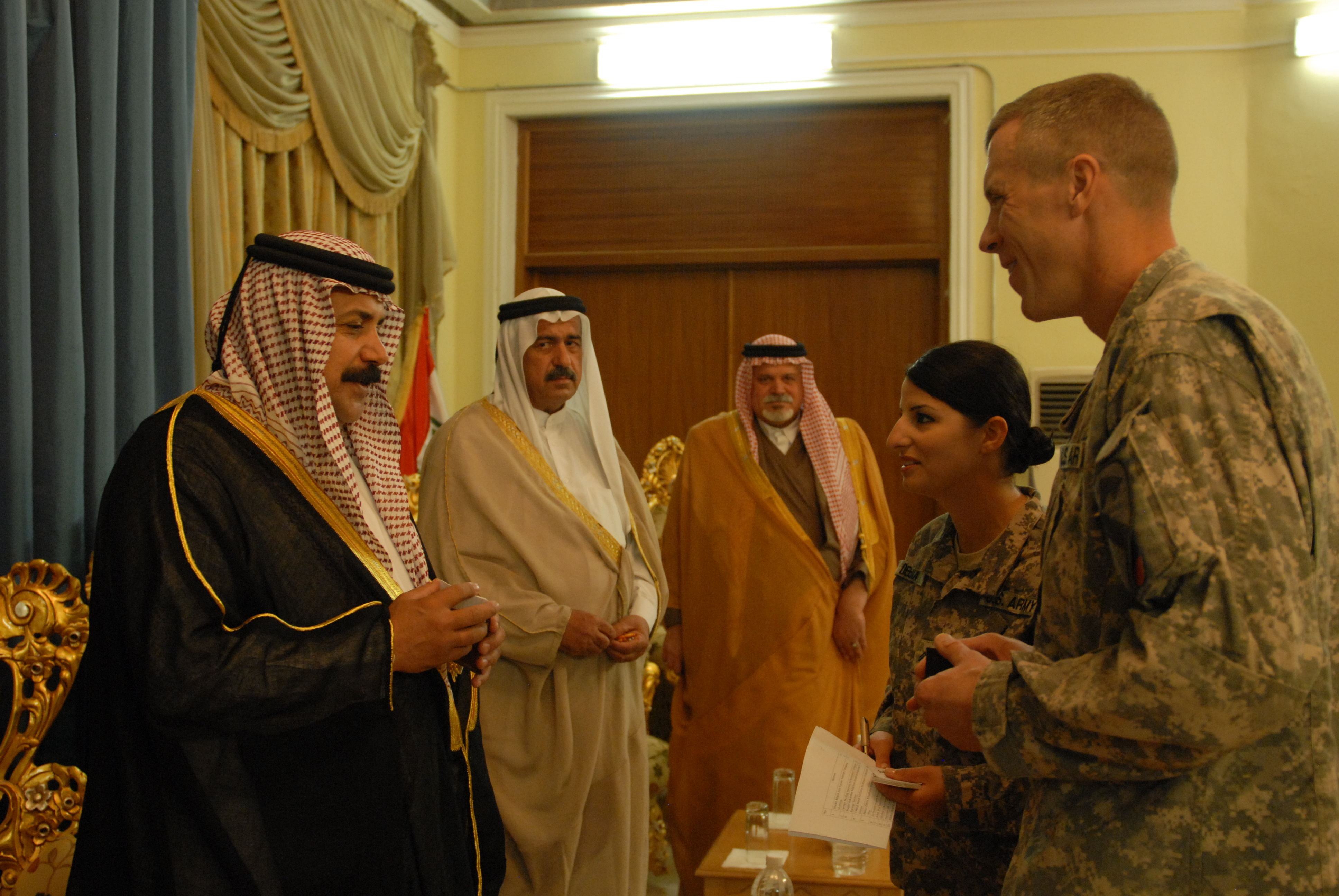
埃夫兰德会见伊拉克中部和南部省份酋长（2011年）

埃夫兰德于1985年毕业于马里昂军事学院，与第61任陆军军务部队指挥官罗伯特·本内特准将是同期同学。在马里昂，埃夫兰德获得了文科副学士学位，并任官為陆军少尉，成为该届的杰出军事毕业生（Distinguished Military Graduate）。接下来的两年里，埃夫兰德在伊利诺伊陆军国民警卫队的第130步兵团第3营担任排长。1987年，埃夫兰德于南伊利诺伊大学毕业，获得了司法管理学士的学位。同年，他转入陆军现役，经过评估，改任装甲兵军官。此后，埃夫兰德先后担任了第8步兵师排长、第3骑兵团连长、参谋、营长、第1骑兵师第2旅副旅长、第1旅上校旅长等职。他还曾先后在西点军校和海军学院等军事院校担任教职。在此期间，埃夫兰德又获得了德克萨斯A&M大学社会学硕士、美国陆军战争学院战略研究硕士。
2016年10月27日，埃夫兰德晋升为准将，开始担任第1步兵师的副师长，主管军队调动与演习。2017年5月1日调任陆军参谋与指挥学院担任副校长，于次年12月调往胡德堡，历任第三军副军长、胡德堡副司令官、司令官。2020年9月，本该即将前往布利斯堡接任第1装甲师师长的埃夫兰德因女兵瓦内萨·吉伦失踪案等在胡德堡发生的数起与士兵有关的刑事案件中被指责管理不力而被解除司令官一职。

## 个人荣誉
埃夫兰德准将所获得的主要军事荣誉如下：
| 空降兵技能章   |
| 功绩勋章       |
| 铜星勋章       |
| 军功勋章       |
| 国防部服役奖章 |
| 伊拉克战争勋章 |

等